# Риньери (Боккаччо)

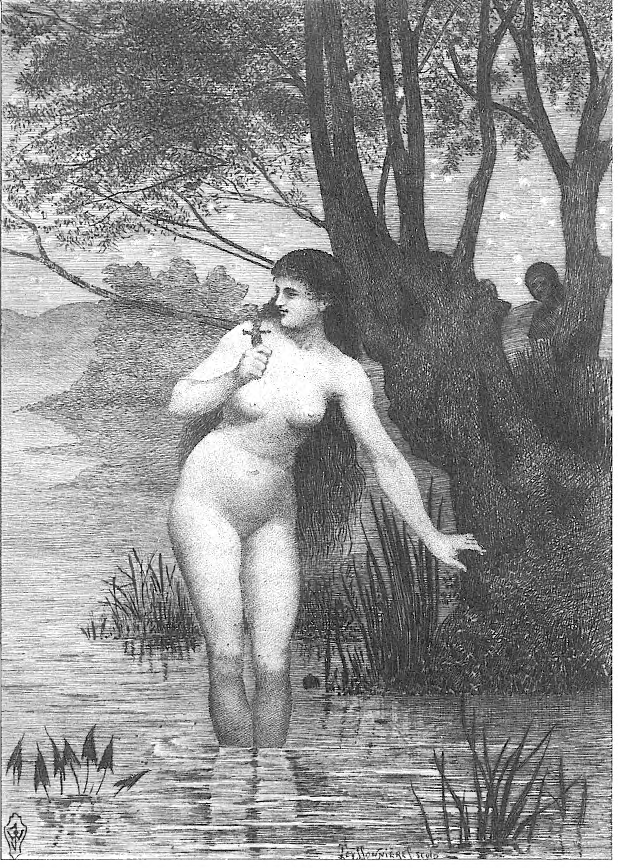
Жак Вагре. Иллюстрация к новелле о мести Риньери, 1890

Риньери (итал. Rinieri) — персонаж романа «Декамерон» итальянского писателя XIV века Джованни Боккаччо. Его историю рассказывает Пампинея в Седьмой новелле Восьмого дня. Сюжет соответствует теме дня, посвящённой различным насмешкам. Риньери молодой человек, представитель флорентийской знати, после длительной учёбы в Париже возвращается в родной город, где влюбляется в молодую вдову. Она не только не отвечает на его чувства и подарки, но и жестоко насмехается над ним. Риньери удаётся отомстить ещё более немилосердным образом, хитростью вынудив её раздеться и провести день под палящим солнцем на раскалённой башне.     
Первая часть рассказа основывается на распространённом в средневековье популярном сюжете о превосходстве женского хитроумия над мудростью и образованностью. Вторая часть, отведённая мести Риньери, рассматривается как имеющая некоторые автобиографические мотивы. После Боккаччо сюжет был неоднократно использован в литературе.  

## В сюжете
Историю Риньери рассказывает Пампинея в Седьмой новелле Восьмого дня: «Школяр любит вдову; влюблённая в другого, она заставляет его в зимнюю ночь пробыть на снегу в ожидании её, впоследствии, по его совету, она в половине июля принуждена простоять целый день на башне, обнажённая, предоставленная мухам, слепням и солнечным лучам». Рассказ является самым длинным в произведении. Сюжет новеллы соответствует теме дня, посвящённой различным насмешкам: «о шутках, которые ежедневно проделывают друг над другом: женщина над мужчиной, или мужчина над женщиной, либо мужчина над мужчиной». 
В рассказе Риньери описывается как приятный, образованный молодой человек, представитель флорентийской знати. После продолжительного пребывания в Париже, где он учился «не для того чтобы продавать потом свою науку по мелочам, как то делают многие, но дабы знать основания и причины сущего», он возвращается в родной город. Там на одном празднестве он знакомится и влюбляется в красивую вдову по имени Елена, которая не хочет выходить вновь замуж, так как влюблена в своего молодого любовника. Несмотря на знаки внимания со стороны Риньери, она не только игнорирует его чувства, но ещё и украдкой насмехается над ним. При этом она кокетливо подаёт ему надежду на то, что может ответить взаимностью. Однажды ночью она приглашает его к себе во двор, обещает принять в комнате, но ложным образом вынуждает провести морозную ночь под дверью дома, где она в это время предаётся утехам с любовником.  
Риньери понял, что над ним жестоко насмехались и решил отомстить. Неожиданно к нему через служанку обратилась за помощью его обидчица. Ради другой женщины её бросил любовник, и она стремилась его вернуть. Риньери слыл за человека учёного, философа посвящённого в некромантию. Получив просьбу при помощи магических средств вернуть её любовника, он соглашается. За то, что он простоял на холоде, он решает отомстить при помощи жары. Хитростью он вынуждает Елену раздеться, окунуться семь раз с крестом в руке в реке и в таком виде появиться на верхней площадке башни, где она должна была произнести заклинания. Там она находится целый день под лучами палящего июльского солнца, не имея возможности спуститься. При этом Риньери был всё время рядом, бранил её поведение и не реагировал на мольбы о помощи. Только поняв, что ей действительно стало плохо, он принял меры к её спасению. Елена получила сильные ожоги и долго болела. После выздоровления она распространила слухи, что её несчастья вызваны кознями дьявола, а молодой человек не стал раскрывать свою роль в произошедшем.

## Характеристика
По мнению комментаторов, первая часть рассказа основывается на распространённом в Средние века популярном сюжете о превосходстве женского хитроумия над мужской мудростью и образованностью. Вторая часть, посвящённая мести Риньери, рассматривается как имеющая некоторые автобиографические мотивы. Так, молодой человек признался обидчице, что если бы она сама не попалась в его ловушку, то он намеревался отомстить ей в литературном сочинении. Считается, что таким образом поступил Боккаччо, который в своём последнем художественном произведении, сатирическом памфлете «Корбаччо» (ок. 1355), свёл счёты с дурачившей его флорентийской вдовой и в целом с женщинами при помощи пера (по мнению некоторых, перо — фаллический символ, неоднократно возникающий в этом качестве в книге). В литературоведении отмечалось, что Боккаччо «не скрывает от читателя, что его книга написана из мести и открыто заявляет, что писатели имеют полную возможность и превознести, и опорочить человека» и такую точку зрения разделяет его персонаж. 
Возможно, личные мотивы прослеживаются и в том, что по мере развития сюжета Риньери фигурирует в разном возрасте. Если в начале он описывается как «молодой человек», «школяр», «студент», то во время осуществления плана мести он ассоциирует себя с «людьми более зрелыми», таким образом возраст сближается с авторским. Историк литературы Александр Веселовский указывал на предполагаемые автобиографические мотивы в рассказе и распространённость в культуре жестокой «проказы» Риньери в отношении неблагодарной красавицы, которую он ещё и бранил при этом «в стиле нареканий на злых жён» (в этом жанре написан «Корбаччо»). По его наблюдению, если действительно в истории Риньери содержится «озлобление автора против вдовы, которую он казнил в своём Корбаччьо, то перед нами интересный образчик рассказа, в котором биографические, местные элементы выразились в мотивах пришлой повести…». 
Сам Риньери оправдывает своё поведение тем, что он не мстит, а скорее воздаёт справедливое наказание, которое не превышает оскорбления. Однако рассказчики не склонны были его обелять: «Тяжёло и грустно было дамам слушать о приключениях Елены, но так как они случились с нею, в известной мере, по заслугам, они отнеслись к ней с более умеренным сожалением, тогда как школяра сочли излишне и непоколебимо суровым, даже жестоким». Фьяметта, рассказчица следующего дня (VIII.8), отметила, что присутствующих поразила «суровость» школяра и она хочет поведать о более умеренной мести. Лауретта рассказчица новеллы «Бьонделло обманом приглашает на обед Чакко, который ловко мстит ему за то, подвергнув его хорошей потасовке» (VIII.8) также возвращается к истории Риньери, который был слишком суров. Американский филолог Теодолина Баролини писала о жестоком поведении Риньери в аристотелевском смысле и его полной неспособности использовать полученное образование и высокое социальное положение в гуманистических целях, соблюдении этических принципов. Также она обратила внимание, что Елена, брошенная любовником, стала не способна к разумным решениям, так как обратилась за помощью к Риньери. Однако в сцене во дворе некромантия не помогла ему получить тяжёлое оскорбление. Однако в целом, Боккаччо скорее находится на стороне вдовы, чем учёного-мстителя. Отношения философа Риньери и вдовы Елены рассматривались как конфликт «разума» и «тела». Итальянский литературовед Витторе Бранка в книге «Боккаччо средневековый» (Boccaccio medievale, 1956) привёл поведение персонажа в числе примеров деромантизации, снижения пафоса описания любовных чувств в «Декамероне», зачастую представленных с применением зоологической лексики. Так в тексте новеллы встречается: «совсем одурев от страсти», «взъерошил хвост», «щёлкал зубами, будто цапля», «метался, как лев».

## В культуре
После Боккаччо сюжетная канва новеллы была неоднократно использована в литературе: Гансом Саксом «Студент под снегом» (Der Student im Schnee, 1545), в сборниках Никола де Труа («Великий образец новых новелл», ок. 1536) и Уильяма Пейнтера («Дворец наслаждений»). Сцена, в которой у двери вероломной возлюбленной мёрзнет неудачливый воздыхатель, описывается во франкоязычном романе Антуана Гамильтона «Мемуары графа де Грамона» (Mémoires du comte de Grammont, 1713). Главный сюжетный ход новеллы, посвящённый наказанию надоедливого поклонника и его мести, повторен (причём с утроением — из-за количества женщин) в новелле (Ночь вторая, Сказка 11) итальянского писателя Джованни Страпаролы из сборника «Приятные ночи» (Le piacevoli notti, ок. 1550).   
Отдалённый сюжетный мотив содержится в плутовском романе Алена-Рене Лесажа «Хромой бес» (Le Diable boiteux, 1707), где неудачливый поклонник безрезультатно прождал у дверей куртизанки, которая ещё и пообедала за его счёт. В повести русского писателя Николая Павлова «Аукцион» («Три повести», 1835) повторяется ситуация, показанная у Боккаччо: хитроумная месть молодого человека княгине за её двуличность, измену. Причём сходство прослеживается и в психологической мотивировке произведения: «легкомыслие героини, разочарование и жестокая радость героя».  

## Ссылка
- Пушкарёва Ю. Е. Итальянский текст в прозе Н. Ф. Павлова (на материале «Трёх повестей» и «Новых повестей») // Вестник ТГПУ. — 2019. — № 6 (203). — С. 63—70. — doi:10.23951/1609-624X-2019-6-63-70.